# Jessica Ennis
Dame Jessica Ennis-Hill DBE (Sheffield, 28 januari 1986) is een voormalige Britse atlete, die was gespecialiseerd in de meerkamp. Ze werd driemaal wereldkampioene en won twee medailles bij de Olympische Spelen. Ze was ook een sterk hoogspringster en hordeloopster.

## Biografie

### Familie-achtergrond
Ennis-Hill is de oudste van twee dochters van Vinnie Ennis en Alison Powell. Haar vader is oorspronkelijk afkomstig van Jamaica en is zelfstandig huisschilder. Haar moeder, geboren in Derbyshire, is maatschappelijk werkster. Geen van beide ouders was bijzonder sportief, al was haar vader in zijn schooltijd een verdienstelijk sprinter, terwijl haar moeder de voorkeur gaf aan hoogspringen. Toen haar ouders haar in de zomervakantie van 1996 een keer meenamen naar een plaatselijk atletiekevenement, was ze 'verkocht'. Op elfjarige leeftijd meldde zij zich aan bij de City of Sheffield Athletic Club.
Ennis volgde haar schoolopleiding in Dore en studeerde psychologie aan de Universiteit van Sheffield, waar zij in 2007 afstudeerde.

### Junioren
Ennis trad voor het eerst in de schijnwerpers, toen zij in 2003 op de zevenkamp vijfde werd bij de wereldkampioenschappen voor B-junioren in het Canadese Sherbrooke en in 2004 achtste op de wereldkampioenschappen voor junioren in Grosseto. In 2005 won ze met 5910 punten op de zevenkamp haar eerste bronzen medaille op de universiade en werd zij datzelfde jaar in deze discipline Europees jeugdkampioene.

### Gemenebestspelen en EK 2006
Hierna vertegenwoordigde ze Engeland op de Gemenebestspelen 2006 in Melbourne. Ze won hier het brons en verbeterde haar persoonlijk record op de zevenkamp met bijna 359 punten tot 6269 punten. Ze eindigde achter haar landgenote Kelly Sotherton en de Australische Kylie Wheeler. Haar persoonlijk hoogspringrecord van 1,91 m zou, naar later bleek, genoeg zijn geweest voor goud op dit evenement.
Tijdens de Europese kampioenschappen in 2006 lag Ennis na de eerste dag goed op koers om brons te winnen. Haar prestaties op de tweede dag waren echter dusdanig, dat ze haar positie verloor en zich uiteindelijk tevreden moest stellen met een achtste plaats. Ze eindigde wederom achter de sterkste Britse zevenkampster Kelly Sotherton, zij het met minimaal verschil, namelijk slechts 3 punten.
Opmerkelijk was ook een persoonlijk record bij het kogelstoten en op de 200 m en een beste seizoensprestatie bij het verspringen en speerwerpen. Haar puntentotaal van 6287 was goed voor een persoonlijk record.

### Europese indoorkampioenschappen 2007
Aangezien de Europese indoorkampioenschappen in 2007 op eigen bodem (in Birmingham) gehouden werden, hoopte Ennis dat ze goed zou presteren. Op de 60 m horden liep ze in 8,22 s naar een tweede plaats achter Carolina Klüft. Ze nam na het hoogspringen met een sprong over 1,91 (hoogste tijdens dit toernooi) de leiding. Na het kogelstoten met een verste stoot van 13,28 viel ze terug van een eerste naar een vijfde plaats en nam Kelly Sotherton de leiding van haar over. Ze werd met 6,19 tweede bij het verspringen en liep op de 800 m een persoonlijk record van 2.17,03. Hiermee behaalde Ennis een overall zesde plaats in een van haar beste vijfkampen ooit. Met een totaal van 4716 punten verbeterde ze haar persoonlijk beste prestatie met meer dan 300 punten.

### WK atletiek 2007
Op de wereldkampioenschappen in Osaka was er een spannende strijd om het zilver tussen Ennis, haar landgenote Kelly Sotherton en de Oekraïense Ljoedmila Blonska. Hierbij trok uiteindelijk Blonska aan het langste eind met zilver en Ennis aan het kortste. Ennis werd vierde met een persoonlijk record van 6469 punten. Ze verbeterde eveneens haar persoonlijke records op de 200 m, 100 m horden en het speerwerpen.
Aan het eind van het baanseizoen werd Ennis door de EAA gekozen tot Europese 'Rising Star', een nieuwe onderscheiding naast de jaarlijkse verkiezing van de Europese atleet van het jaar.

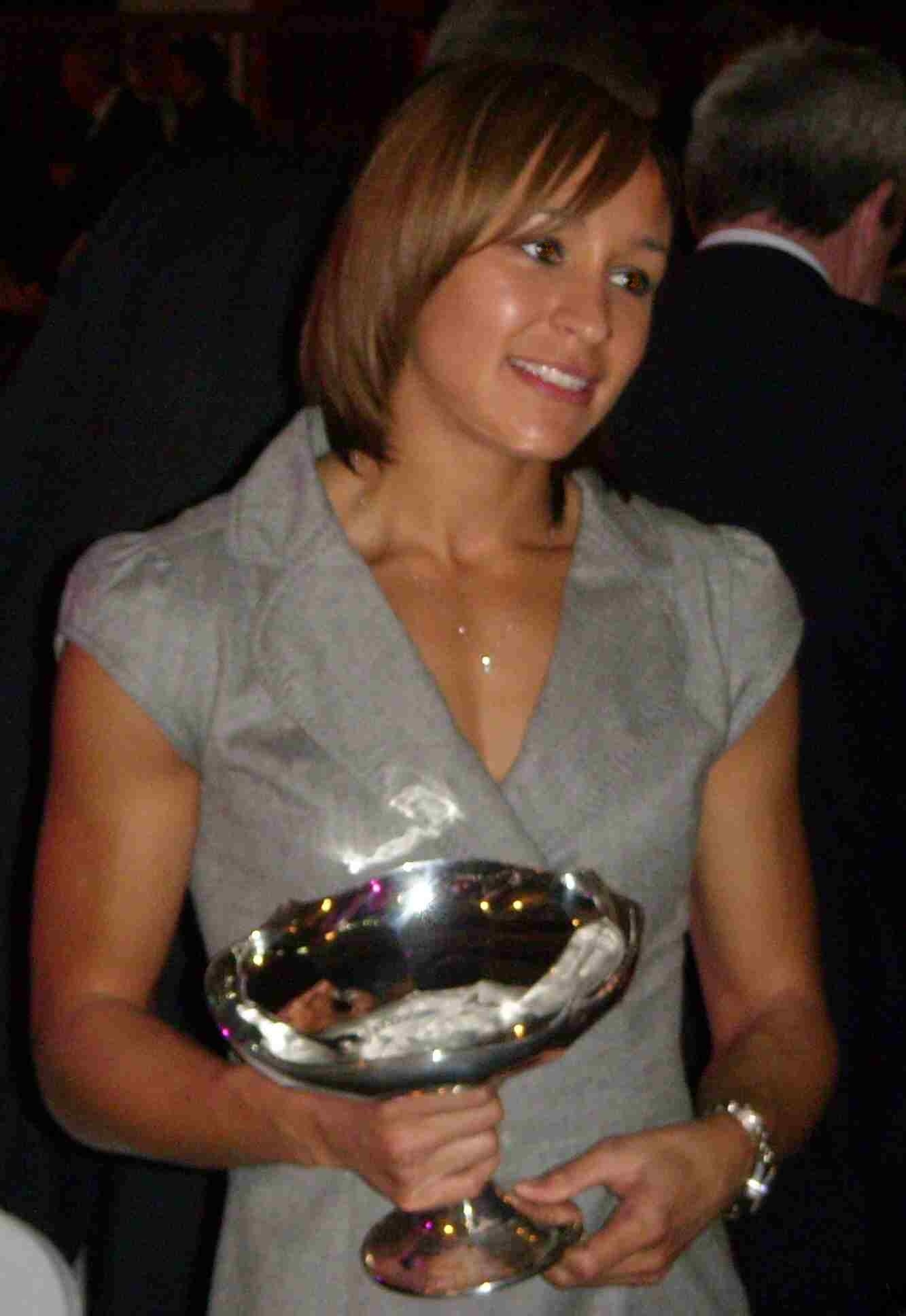
Jessica Ennis met de SJA Award.

### OS 2008 gemist, revanche op WK 2009
Op 2 juni 2008 werd bekendgemaakt, dat uit een scan was gebleken dat Ennis een stressfractuur in haar enkel had opgelopen. Hierdoor ging de rest van het seizoen verloren en kon zij niet deelnemen aan de Olympische Spelen in Peking.
In mei 2009 testte zij voor de eerste maal na haar blessure haar vorm tijdens de IAAF World Combined Events Challenge in Desenzano del Garda. Ze won er de zevenkamp met een totaal van 6587 punten, waarbij ze op de 800 m en bij het speerwerpen haar beste prestaties ooit, geleverd in een meerkamp, neerzette. Bij de nationale kampioenschappen in juli won zij vervolgens het hoogspringen met 1,91 en de 100 m horden in 12,87. Als enige Britse atlete ging Ennis daarna naar de WK in Berlijn, waar zij haar favorietenrol volledig waarmaakte. Reeds op het eerste onderdeel, de 100 m horden, nam zij resoluut de leiding door als enige binnen de 13 seconden (12,93) te finishen. Vervolgens stond zij die leidende positie niet meer af, om ten slotte te finishen met een puntentotaal van 6731, een persoonlijk record.
In december 2009 werd Ennis door de Britse "Sports Journalists' Association" uitgeroepen tot "Sportvrouw van het jaar".

### Olympische Spelen 2012

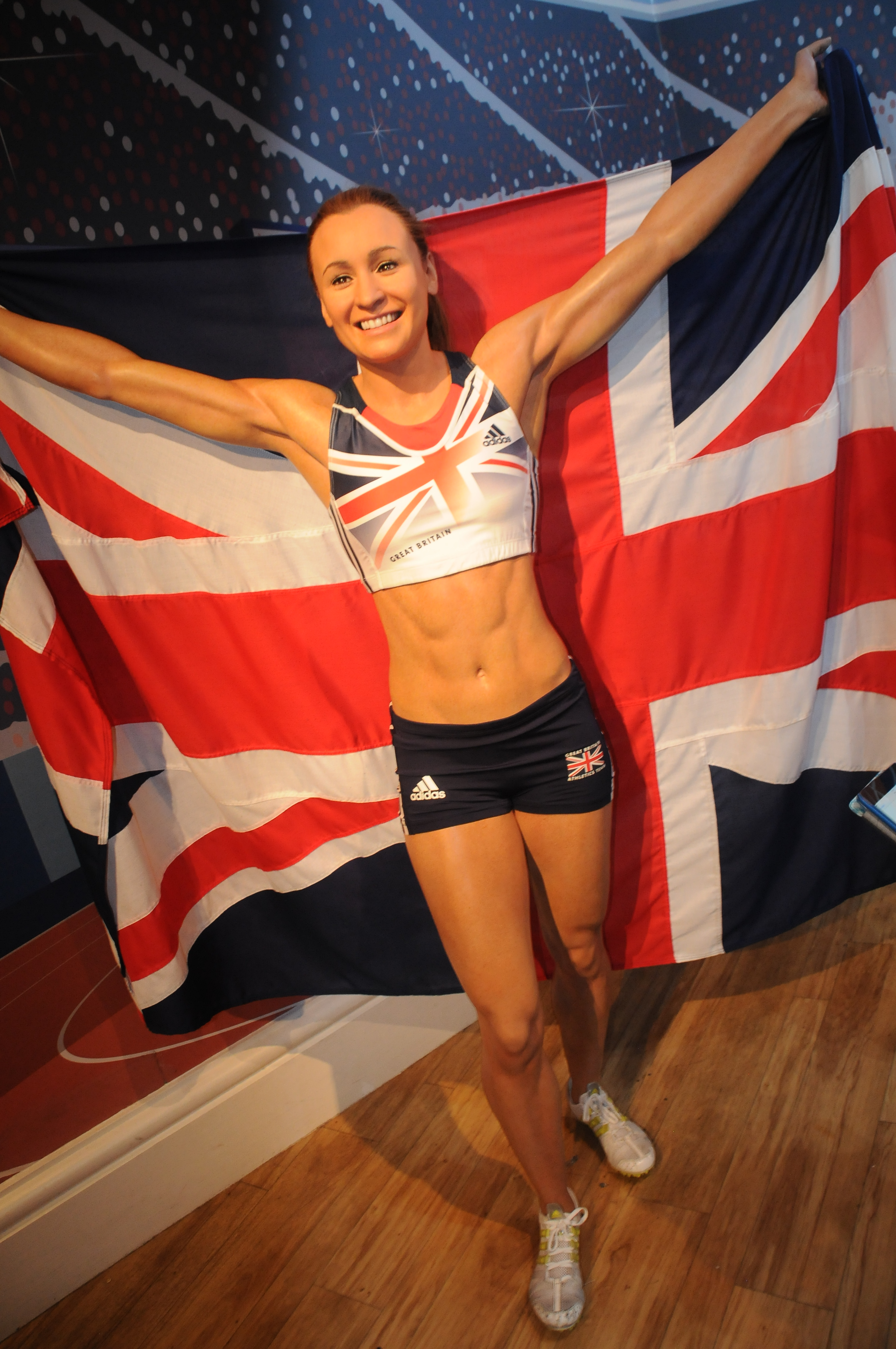
Jessica Ennis als wassen beeld, opgenomen in het Museum van Madame Tussaud in Londen.

Op de Olympische Spelen van 2012 in Londen won Ennis de zevenkamp en dus een gouden medaille.
Na haar huwelijk in mei 2013 met Andy Hill, noemde de atlete zich Jessica Ennis-Hill. In 2014 werd ze moeder. Daarna keerde ze sterk terug op de atletiekbaan en prolongeerde zij op de WK van 2015 haar titel op de zevenkamp.

## Titels
- Olympisch kampioene zevenkamp - 2012
- Wereldkampioene zevenkamp - 2009, 2011, 2015
- Wereldindoorkampioene vijfkamp - 2010
- Europees kampioene zevenkamp - 2010
- Brits kampioene hoogspringen - 2007, 2009, 2011, 2012
- Brits kampioene 100 m horden - 2007, 2009, 2012
- Brits indoorkampioene 60 m horden - 2012
- Brits indoorkampioene hoogspringen - 2007, 2008, 2012
- Brits indoorkampioene vijfkamp - 2005
- Europees jeugdkampioene zevenkamp - 2005

## Statistieken

### Persoonlijke records
Outdoor
| Onderdeel    | Prestatie | Wind (m/s) | Datum             | Plaats              |
| ------------ | --------- | ---------- | ----------------- | ------------------- |
| 100 m        | 11,39     | -0.4       | 16 mei 2010       | Manchester          |
| 200 m        | 22,83     | -0,3       | 3 augustus 2012   | Londen              |
| 800 m        | 2.07,81   |            | 30 augustus 2011  | Daegu               |
| 100 m horden | 12,54     | +1,3       | 3 augustus 2012   | Londen              |
| hoogspringen | 1,95 (NR) |            | 5 mei 2007        | Desenzano del Garda |
| verspringen  | 6,51      | +0,0       | 30 augustus 2011  | Daegu               |
| kogelstoten  | 14,67     |            | 29 augustus 2011  | Daegu               |
| speerwerpen  | 48,33     |            | 23 juli 2013      | Loughborough        |
| zevenkamp    | 6955 (NR) |            | 3/4 augustus 2012 | Londen              |

Indoor
| Onderdeel    | Prestatie | Datum            | Plaats     |
| ------------ | --------- | ---------------- | ---------- |
| 60 m         | 7,36      | 16 januari 2010  | Sheffield  |
| 800 m        | 2.08,09   | 9 maart 2012     | Istanboel  |
| 60 m horden  | 7,87      | 18 februari 2012 | Birmingham |
| hoogspringen | 1,94      | 30 januari 2010  | Glasgow    |
| verspringen  | 6,47      | 18 februari 2012 | Birmingham |
| kogelstoten  | 14,79     | 9 maart 2012     | Istanboel  |
| vijfkamp     | 4965 (NR) | 9 maart 2012     | Istanboel  |

### Opbouw PR meerkamp en potentieel record op basis van persoonlijk records
In de tabel staat de uitsplitsing van het persoonlijk record op de zevenkamp. In de kolommen ernaast staat ook het potentieel record, met alle persoonlijke records op de losse onderdelen en de bijbehorende punten.
|              | Uitsplitsing PR | Uitsplitsing PR | Uitsplitsing PR |              | Potentieel record | Potentieel record |
| Onderdeel    | Prestatie       | Wind (m/s)      | Punten          | Pers. record | Punten            |                   |
| ------------ | --------------- | --------------- | --------------- | ------------ | ----------------- | ----------------- |
| 100 m horden | 12,54           | +1,3            | 1195            | 12,54        | 1195              |                   |
| hoogspringen | 1,86            |                 | 1054            | 1,95         | 1171              |                   |
| kogelstoten  | 14,28           |                 | 813             | 14,79        | 847               |                   |
| 200 m        | 22,83           | -0,3            | 1096            | 22,83        | 1096              |                   |
| verspringen  | 6,48            | -0,6            | 1001            | 6,51         | 1010              |                   |
| speerwerpen  | 47,49           |                 | 811             | 48,33        | 828               |                   |
| 800 m        | 2.08,65         |                 | 984             | 2.07,81      | 997               |                   |
| Puntentotaal |                 |                 | 6955            |              | 7144              |                   |

## Palmares

### hordelopen
- 2004:  Gemenebestspelen (jeugd) - 14,50 s
- 2011: 7e Adidas Grand Prix - 13,27 s

### verspringen
- 2011: 8e Adidas Grand Prix - 6,03 m

### hoogspringen
- 2004:  Gemenebestspelen (jeugd) - 1,75 m

### vijfkamp
- 2007: 5e EK indoor - 4716 punten
- 2010:  WK indoor - 4937 p
- 2012:  WK indoor - 4965 p (NR)

### zevenkamp
- 2003: 5e WK B-junioren - 5311 p
- 2004: 8e WK U20 - 5542 p
- 2005:  EK U20 - 5891 p
- 2005:  Universiade - 5910 p
- 2006:  Gemenebestspelen - 6269 p
- 2006: 8e EK - 6287 p
- 2007: 4e WK - 6469 p
- 2007:  IAAF World Combined Events Challenge - 19256 p
- 2009:  WK - 6731 p
- 2010:  EK - 6823 p
- 2011:  WK - 6751 p (na DQ Tatjana Tsjernova)
- 2012:  Hypomeeting - 6906 p
- 2012:  OS - 6955 p
- 2015:  WK - 6669 p
- 2016:  Mehrkampf-Meeting Ratingen - 6733 p
- 2016:  OS - 6775 p

## Onderscheidingen
- Europees talent van het jaar - 2007
- Brits Sportvrouw van het jaar - 2009
- Brits atlete van het jaar - 2009-2012
- Member of the British Empire (MBE) - 2011
- Europees atlete van het jaar - 2012
- Europees sportvrouw van het jaar (Evgen Bergant Trofee) - 2012
- Commander of the British Empire (CBE) - 2012
- Laureus World Sports Award - 2013

- Gemeinsame Normdatei: 1218978295
- World Athletics: 14274988
- International Standard Name Identifier: 0000 0004 1006 6804
- Library of Congress Control Number: no2013063307
- Virtual International Authority File: 1156312392802082097
- WorldCat: E39PBJvCQDvTrxcTRr7hfcMwYP

1984: Glynis Nunn ·
1988: Jackie Joyner-Kersee ·
1992: Jackie Joyner-Kersee ·
1996: Ghada Shouaa ·
2000: Denise Lewis ·
2004: Carolina Klüft ·
2008: Natalja Dobrynska ·
2012: Jessica Ennis ·
2016: Nafissatou Thiam ·
2020: Nafissatou Thiam ·
2024: Nafissatou Thiam
1983 Ramona Neubert ·
1987 Jackie Joyner-Kersee ·
1991 Sabine Braun ·
1993 Jackie Joyner-Kersee ·
1995 Ghada Shouaa ·
1997 Sabine Braun ·
1999 Eunice Barber ·
2001 Jelena Prochorowa ·
2003 Carolina Klüft ·
2005 Carolina Klüft ·
2007 Carolina Klüft ·
2009 Jessica Ennis ·
2011 Jessica Ennis ·
2013 Hanna Melnitsjenko ·
2015 Jessica Ennis-Hill ·
2017 Nafissatou Thiam ·
2019 Katarina Johnson-Thompson ·
2022 Nafissatou Thiam ·
2023 Katarina Johnson-Thompson
Mannen: 2000: Tiger Woods · 2001: Tiger Woods · 2002: Michael Schumacher · 2003: Lance Armstrong · 2004: Michael Schumacher · 2005: Roger Federer · 2006: Roger Federer · 2007: Roger Federer · 2008: Roger Federer · 2009: Usain Bolt · 2010: Usain Bolt · 2011: Rafael Nadal · 2012: Novak Djokovic · 2013: Usain Bolt · 2014: Sebastian Vettel · 2015: Novak Djokovic · 2016: Usain Bolt · 2017: Novak Djokovic · 2018: Roger Federer · 2018: Novak Djokovic · 2020: Lewis Hamilton en Lionel Messi · 2021: Rafael Nadal · 2022: Max Verstappen · 2023: Lionel Messi

Vrouwen: 2000: Marion Jones · 2001: Cathy Freeman · 2002: Jennifer Capriati · 2003: Serena Williams · 2004: Annika Sörenstam · 2005: Kelly Holmes · 2006: Janica Kostelić · 2007: Jelena Isinbajeva · 2008: Justine Henin · 2009: Jelena Isinbajeva · 2010: Serena Williams · 2011: Lindsey Vonn · 2012: Vivian Cheruiyot · 2013: Jessica Ennis · 2014: Missy Franklin · 2015: Genzebe Dibaba · 2016: Serena Williams · 2017: Simone Biles · 2018: Serena Williams · 2019: Simone Biles · 2020: Simone Biles · 2021: Naomi Osaka · 2022: Elaine Thompson-Herah · 2023: Shelly-Ann Fraser-Pryce